# مايكل طومسون
مايكل طومسون (بالإنجليزية: Michael Thompson)‏ هو فنان قتال مختلط بريطاني، ولد في 23 يونيو 1962 في لندن في المملكة المتحدة.